# DJ Shadow
DJ Shadow (egentligen Josh Davis), född 1972 i San Jose, Kalifornien, är en amerikansk DJ, turntablist, musikproducent och skivsamlare. Han är ansedd som framstående inom instrumental hiphop.

## Diskografi

### Soloalbum
- Endtroducing..... (1996)
- The Private Press (2002)
- The Outsider (2006)
- The Less You Know, The Better (2011)
- Total Breakdown: Hidden Transmissions From The MPC Era, 1992-1996  (2012)
- The Mountain Will Fall (2016)